# ثریا تهرانی
میرزا حیدرعلی ثُرَیّا تِهْرانی، از شاعران ایرانی عهد قاجار است ک به ثریا و مجد متخلص بوده‌است. از او با لقب مجدالادبا یاد می‌شده‌است. او در دربار قاجاری، مدتی را به تعلیم زنان از جمله دختر ناصرالدین شاه گذرانده‌است. تاریخ ولادت او را ۱۲۵۰ و تاریخ درگذشت او را ۱۳۱۸ شمسی گزارش کرده‌اند. از وی آثاری چند گزارش شده‌است.

## سرنوشت
میرزا حیدرعلی ثریا تهرانی، از شاعران و ادیبان و خوشنویسان در عصر ناصرالدین شاه قاجار بوداست که به ثریا متخلص بود و به مجدالادبا لقب داشت. گاهی اوقات را مجد نیز تخلص می‌داد. وی به سال ۱۲۵۰ هجری شمسی به دنیا آمداست. محل ولادتش را کرمانشاه گزارش کرده‌اند. وی تحصیلاتش را در کرمانشاه آغاز کرده و در همان‌جا نیز به پایان رسانید. پس از فارغ‌التحصیلی به تهران مراجعت کرد و نزد سید صادق طباطبایی، به اشتغال پرداخت. احتمالاً شغل او در این دوران، محرری احکام شرعی بوده‌است. او توانست به دربار قاجار راه پیدا کند و مدت معلمی بانوان حرم به ویژه فرح السلطنه - یکی از دختران ناصرالدین شاه - را عهده‌دار گردد. او سرانجام به سال ۱۳۱۸ هجری شمسی در تهران درگذشت.

## فعالیت شاعرانه
ثریا تهرانی، در دوران حیات خویش، با شاعران و سخنوران همزمان خویش، مناظره و مطالیبه بسیار داشت. در دوران او، شاعر دیگری به نام محمدحسین تهرانی بود که تخلص خود را ثریا انتخاب کرده بود؛ در همین موضوع حیدرعلی و محمدحسین تهرانی، مشاجراتی داشته‌اند که متنی از آن گزارش شده‌است.

## آثار
برای وی آثاری چند گزارش شده‌است، کتاب خیرالکلام فی مدائح الکرام، در مدح ائمه شیعیان امامی از جمله آثار اوست. او ماده تاریخ‌هایی نیز دربارهٔ عالمان دوره ناصری دارد و دیوان اشعاری از او به سال ۱۳۱۲ و ۱۳۲۸ ه‍.ش به چاپ رسیده‌است. او همچنین دیباچه‌ای بر دیوان محیط قمی دارد و دیباچه دیگری بر افتخارنامه حیدری نوشته‌است. از او دو دیباچه دیگر بر کتاب‌های حقایق المناقب و اشارات الحسینیه از عنقا طالقانی و همین‌طور مثنوی مولوی گزارش شده‌است. اثر او در زمینه خوشنویسی، الغدیریه است.